# 科喬爾科區
科喬爾科區（西班牙語：Distrito de Cochorco），是秘魯的一個區，位於該國西北部拉利伯塔德大區的桑切斯卡里翁省，始建於1943年12月13日，面積258.04平方公里，海拔高度2,604米，2005年人口9,058，人口密度每平方公里35人。